# Les Forges (Morbihan)
Forges (bret. Ar Govelioù) – miejscowość i dawna gmina we Francji, w regionie Bretania, w departamencie Morbihan. W 2013 roku populacja ówczesnej gminy wynosiła 476 mieszkańców. 
W dniu 1 stycznia 2019 roku z połączenia dwóch ówczesnych gmin – Les Forges oraz Lanouée – powstała nowa gmina Forges de Lanouée. Siedzibą gminy została miejscowość Lanouée. 